# سیارک ۸۸۰۹
سیارک ۸۸۰۹ (به انگلیسی: 8809 Roversimonaco، نامگذاری:1981WE1) هشت هزار و هشتصد و نهمین سیارک کشف شده‌است که در ۲۴ نوامبر ۱۹۸۱ کشف شد.
قدر مطلق سیارک برابر ۱۳٫۱۰ است.